# Tzitzit
Esta página contém alguns caracteres especiais e é possível que a impressão não corresponda ao artigo original.

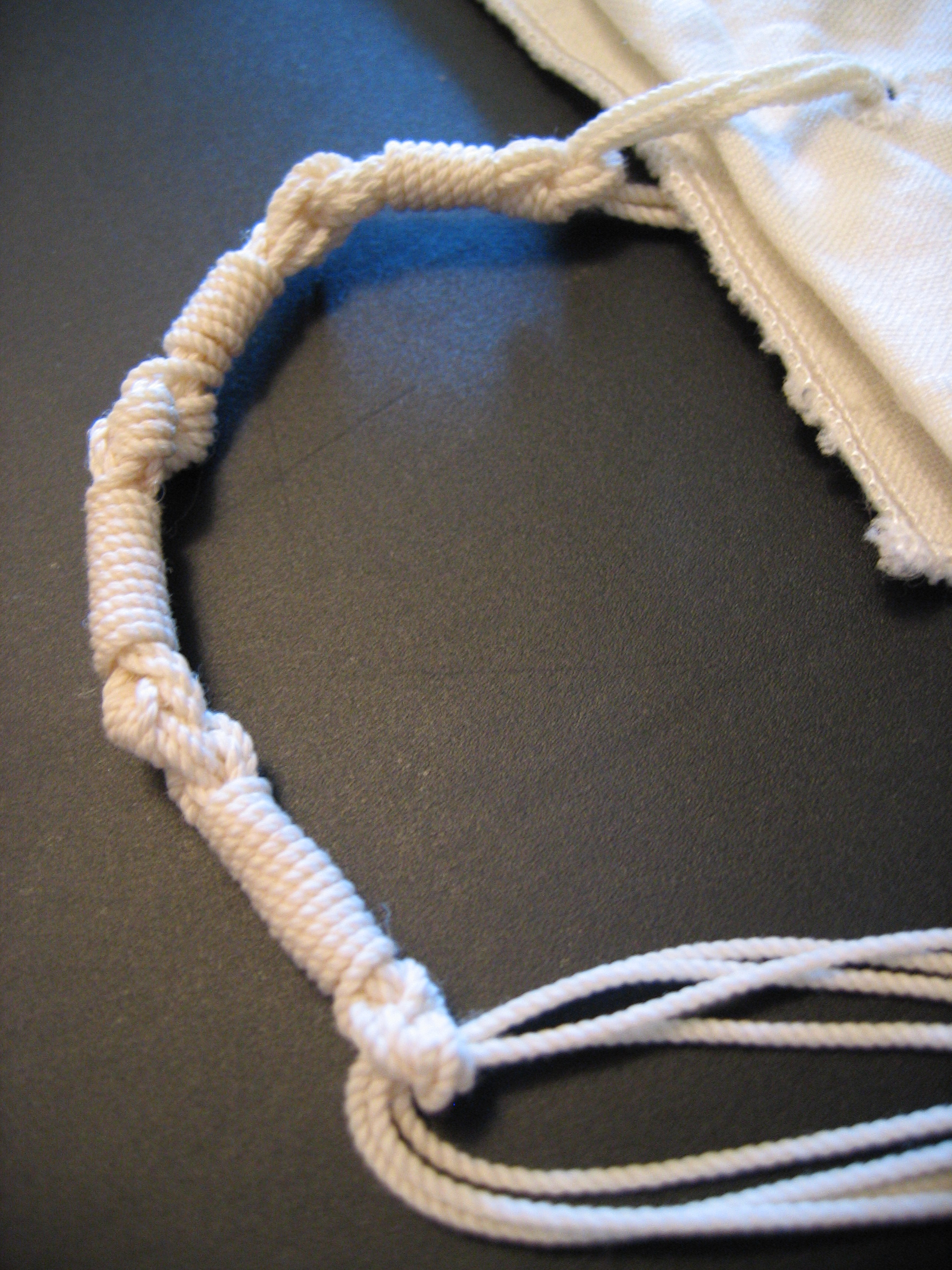
Tzitzit

Tzitzit (no hebraico ציצת ou ציצית) é o conjunto de franjas do talit, que servem como meio de lembrança dos mandamentos de Deus.

## Origem
O mandamento de tzitzit encontra-se em duas passagens da Torá: 
| “ | «Que façam para eles tzitzit (franjas) sobre as bordas das suas vestes, pelas suas gerações e porão sobre os tzitzit da borda um cordão azul celeste. E será para vós por tzitzit e vereis e lembrareis todos os mandamentos de Deus e os cumprireis e não errareis indo atrás do vosso coração e atrás dos vossos olhos, atrás dos quais vós andais errando; para que vos lembreis e cumprais todos os Meus mandamentos e sejais santos para com vosso Deus.» (Números 15:38–41) | ” |

{{citação2| «Franjas farás para ti e as porás nos quatro cantos de tua vestimenta com que te cobrires.» (Deuteronômio 22:12) 
Os judeus utilizam hoje apenas tzitzit brancas, já que crêem que não seja possível obter a cor azul obrigatória do mandamento.De acordo com o judaísmo este azul não pode mais ser obtido pelo que não é mais utilizado. Este azul era obtido de uma criatura marinha chamada chilazon, cuja identificação é incerta. Pequenos grupos de pesquisadores em Israel acreditam que encontraram o chilazon e portanto utilizam um dos fios azul conforme está escrito. Os judeus caraítas no entanto crêem que possa ser utilizado qualquer tipo de azul de modo que possuem esta cor no tzitzit. No entanto, este tom correto de azul aplicado aos fios, foi redescoberto em torno do século 19 pelo Rabino Gueshon Henoch Leiner [tio avô de Chaim Uszer Lajner] (vide Gershon Henoch Leiner)

## Citação
Disse Rabi Shimon bar Yochai:
"Quando o homem levanta de manhã e coloca
os tefilin e tzitzit, a Shechiná
paira sobre ele e proclama: ‘Tu és Meu servo,
Israel, através do qual Serei Glorificado.’"